# بخش مدیسون (شهرستان وینتون، اوهایو)
بخش مدیسون (به انگلیسی: Madison Township) یک منطقهٔ مسکونی در ایالات متحده آمریکا است که در شهرستان وینتون، اوهایو واقع شده‌است.
 بخش مدیسون ۶۳٫۵ کیلومتر مربع مساحت و ۶۰۵ نفر جمعیت دارد و ۲۴۴ متر بالاتر از سطح دریا واقع شده‌است.